# Deutschnofen
Deutschnofen (tyskt uttal: [ˌdɔʏtʃn̩ˈoːfn̩], italienska: Nova Ponente [ˈnɔːva poˈnɛnte]) är en ort och kommun i provinsen Sydtyrolen i regionen Trentino-Sydtyrolen i norra Italien. Kommunen har 4 087 invånare (2024), på en yta av 112,49 km². Enligt 2024 års folkräkning talar 95,42 % av befolkningen tyska, 4,33 % italienska och 0,25 % ladinska som modersmål.

## Orter
Orter (località) i kommunen Deutschnofen med fler än 20 invånare (inom parentes invånarantal 2021):

- Petersberg/Monte San Pietro (417)
- Deutschnofen/Nova Ponente (1 578)
- Birchabruck/Ponte Nova (151)
- Eggen/Ega (385)
- Rauth/Novale (39)
- Obereggen (63)
- Städtl (74)
- Unterkirch/Alle Coste (50)